# Lomaspilis wendlandtiata
Lomaspilis wendlandtiata là một loài bướm đêm trong họ Geometridae.